# Браун, Годфри
Артур Годфри Килнер Браун (англ. Arthur Godfrey Kilner Brown; 21 февраля 1915, Банкура, Британская Индия — 4 февраля 1995, Суссекс, Юго-Восточная Англия) — британский легкоатлет (бег на короткие дистанции), чемпион и призёр чемпионата Европы и летних Олимпийских игр 1936 года в Берлине, рекордсмен Европы.

## Биография
Родился в Банкуре (Бенгалия, Индия). Он учился в Уорикской школе, где в 1933-1934 годах был старостой. В 1935 году он отправился изучать английский язык и историю в Питерхаус (Кембриджский университет), а после получения диплома работал магистром истории в Бедфордской школе.
Он был талантливым бегуном на дистанциях от 100 ярдов (91 м) до полумили. Браун выигрывал чемпионат Любительской легкоатлетической ассоциации Англии в беге на 440 ярдов (400 м) в 1936 и 1938 годах и в беге на 880 ярдов (800 м) в 1939 году.
На Олимпийских играх 1936 года в Берлине Браун пробежал последний этап в британской команде (Фредди Вольф, Годфри Рэмплинг, Билл Робертс, Годфри Браун) в эстафете 4×400 метров. Команда Великобритании выиграла золотую медаль с новым европейским рекордом 3:09,0 c, опередив команды США и Германии. В беге на 400 метров Браун завоевал олимпийское серебро с результатом 46,7 секунды, уступив олимпийскому чемпиону американцу Арчи Уильямсу (46,5 с) и опередив другого американца Джеймса Люваля (46,8 с).
На следующий год Браун завоевал три золотые медали на Всемирных студенческих играх в Париже (бег на 400 метров, эстафета 4×100 метров, эстафета 4×400 метров). В 1938 году в Париже на чемпионате Европы завоевал три медали всех достоинств: золото в беге на 400 метров, серебро в эстафете 4×100 метров и бронзу в эстафете 4×400 метров.
Из-за плохого зрения он не был мобилизован в армию, оставаясь школьным учителем в Челтхемском колледже с 1943 по 1950 год. С 1950 по 1978 год Браун был директором Вустерской королевской гимназии, после чего ушёл на пенсию. Он умер в Сассексе в возрасте 79 лет.

## Семья
Его сестра Одри выиграла серебро в эстафете 4×100 м на Олимпийских играх 1936 года. Его брат Ральф в 1934 году выиграл титул чемпиона Великобритании в беге на 440 ярдов с барьерами.